# سلاحا الزيار

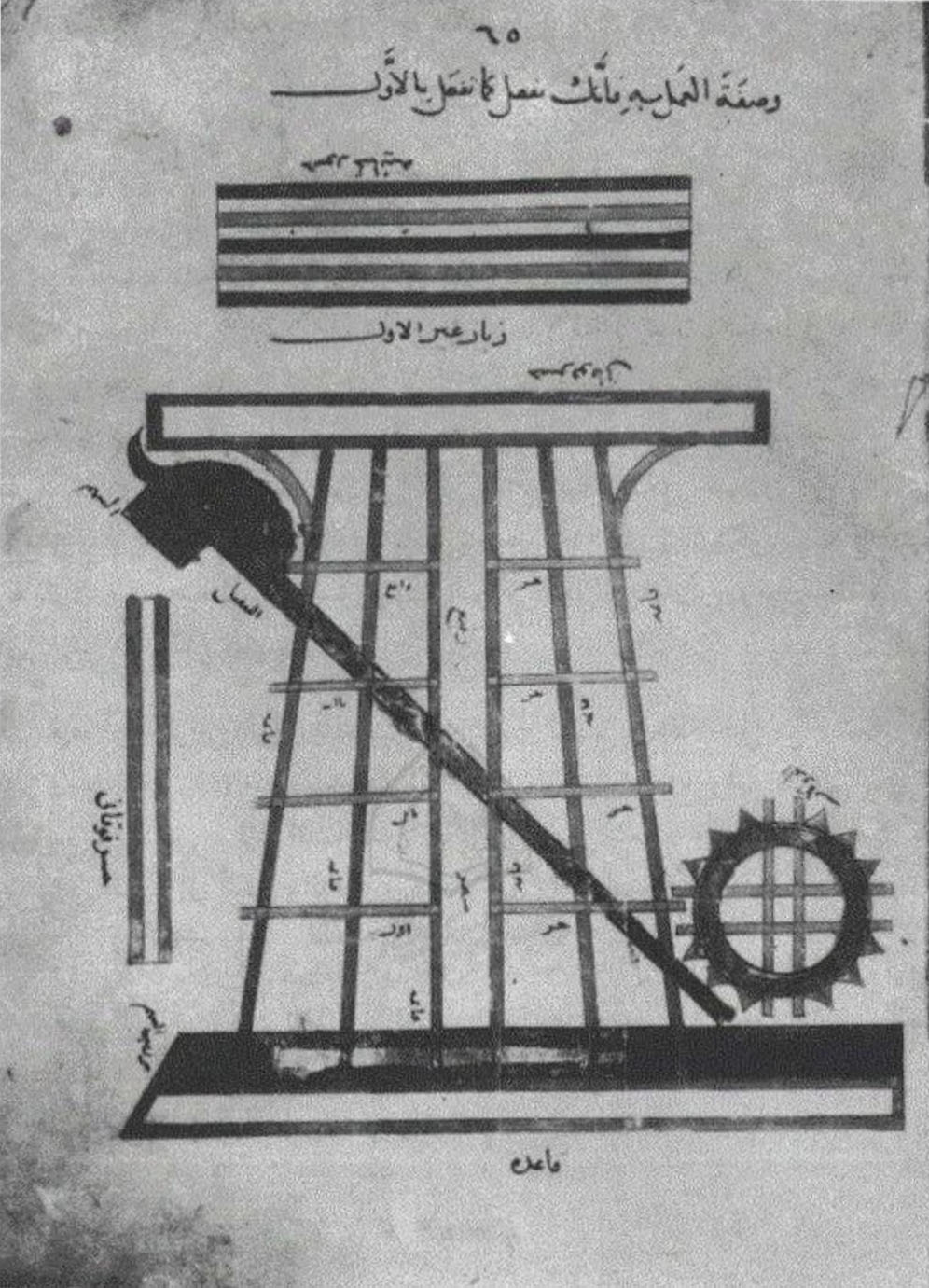
صورة لمنجنيق الزيار من كتاب الأنيق في المناجنيق لابن أرنبغا الزردكاش.

كان سلاحا الزِّيَار سلاحي قذف استخدمهما المسلمون في العصر الذهبي لهم. هذان السلاحان يَستخدمان الطاقة الميكانيكية لإطلاق القذائف. كانا سلاحا الزيار مستخدمان في الشرق الأوسط من القرن الحادي عشر أو الثاني عشر حتى القرن الخامس عشر على الأقل.

## الوصف
ينتميان سلاحا الزيار إلى عائلة معدات الحصار الفتلية؛ المجانيق التي تستمد طاقة إطلاقها من عزم الفتل التي تحدث عند فتل النوابض، والتي تتكون من لفات الأوتار. وكانت حزم الأوتار هذه مصنوعة من الحرير أو شعر الخيل أو أوتار الحيوانات.
هناك نوعان من الأسلحة تستخدم الزيار -وهو حبل يشد به-: سلاح قاذف للحجارات المنحنية المسار أو سلاحًا قاذفًا ذو ذراعين يطلق السهام المستقيمة المسار. كان النوع الوحيدة الذراع يسمى "منجنيق الزيار" واعتمده المسلمون بنفس الشكل تقريبًا من منجنيق فتلي العزم الروماني. في الشرق الأوسط، يمكن استخدام هذا الاسم لوصف المجانيق الوحيدة الذراع المختلفة، بالإضافة إلى المجانيق الفتلية مثل منجنيق الزيار، وأيضًا المجانيق ذات الذراع والمقلاع مثل منجنيق الشد ومنجنيق الثقل المقابل.
كان يُطلق على النوع ذو الذراعين اسم "قوس الزيار" وكان مشابهًا إلى حد ما لآلة الحصار الفتلية البيزنطية سبرينغالد. وصف الكاتب من القرن الثاني عشر مرضي بن علي الطرسوسي قوس الزيار الثقيل بإطار من خشب السنديان يبلغ طوله 5 أمتار ويزن طنًا ونصف. يمكن لهذا أن يطلق سهامًا ثقيلة تزن 2 كغ.